# Otūwhero River
Der Otūwhero River ist ein Fluss in der Region Tasman auf der Südinsel von Neuseeland.

## Geographie
Der Otūwhero River entspringt in den Pikikirunga Range, rund 1,6 km südsüdwestlich des 1156 m hohen Mount Evans. Nach einer anfänglichen rund 4,5 km langen südlichen Ausrichtung des Flusses, windet sich der Otūwhero River in größeren und kleineren Bögen in ostsüdöstliche Richtung seiner Mündung in das Otūwhero Inlet, rund 3,5 km nordnordwestlich der Siedlung Kaiteriteri, zu.
Das Inlet verfügt seinerseits an seinem östlichen Ende einen Zugang über die Sandy Bay zur Tasman Bay / Te Tai-o-Aorere und damit zur Tasmansee.